# Бизане
Бизане́ (фр. Bizanet) — коммуна во Франции, находится в регионе Лангедок — Руссильон. Департамент коммуны — Од. Входит в состав кантона Западная Нарбонна. Округ коммуны — Нарбонна.
Код INSEE коммуны — 11040.

## Население
Население коммуны на 2008 год составляло 1275 человек.
| 1962 | 1968 | 1975 | 1982 | 1990 | 1999 | 2008 |
| ---- | ---- | ---- | ---- | ---- | ---- | ---- |
| 1093 | 1169 | 1009 | 1013 | 1039 | 1082 | 1275 |

## Экономика
В 2007 году среди 764 человек в трудоспособном возрасте (15—64 лет) 570 были экономически активными, 194 — неактивными (показатель активности — 74,6 %, в 1999 году было 69,4 %). Из 570 активных работали 503 человека (276 мужчин и 227 женщин), безработных было 67 (26 мужчин и 41 женщина). Среди 194 неактивных 53 человека были учениками или студентами, 83 — пенсионерами, 58 были неактивными по другим причинам.

## Достопримечательности
- Церковь св. Петра (XVIII век)
- Фонтан в церкви
- Аббатство Нотр-Дам-де-Госсан

## Фотогалерея

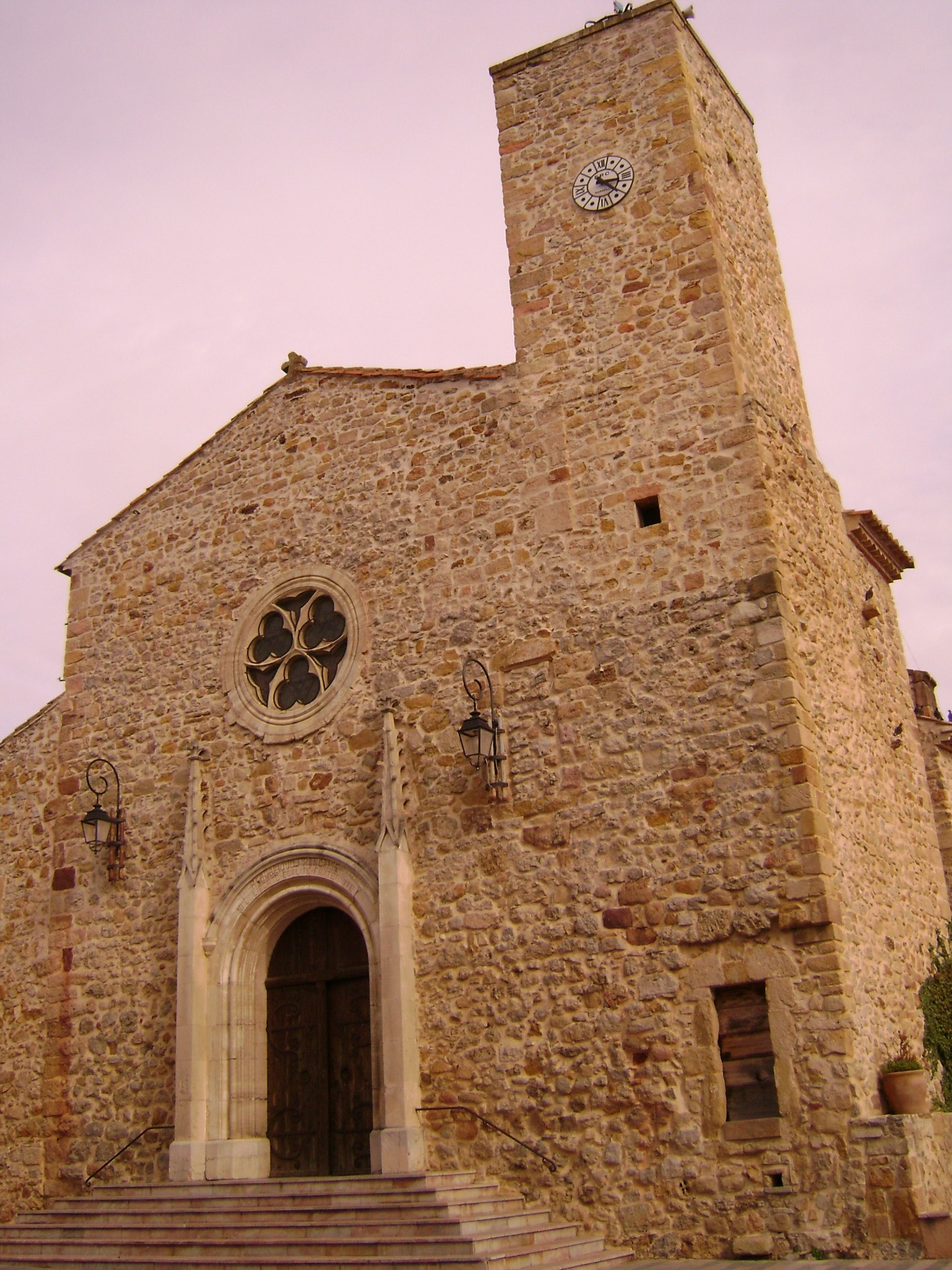
Церковь св. Петра
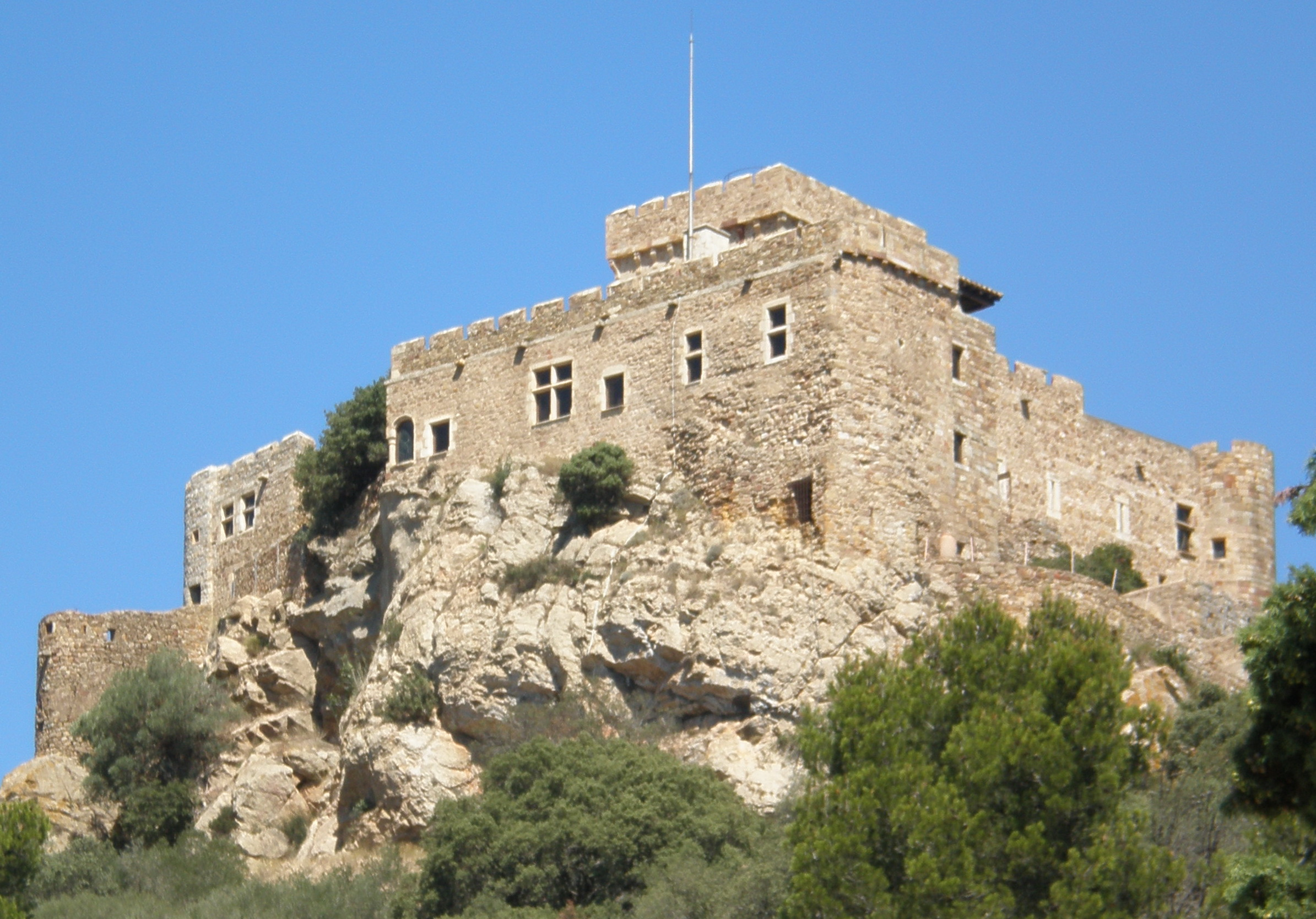
Замок Сен-Мартен-де-Ток